# (334756) Leövey
(334756) Leövey est un astéroïde de la ceinture principale.

## Description
(334756) Leövey est un astéroïde de la ceinture principale. Il fut découvert le 4 septembre 2003 à Piszkéstető par Krisztián Sárneczky et Brigitta Sipőcz. Il présente une orbite caractérisée par un demi-grand axe de 2,80 UA, une excentricité de 0,13 et une inclinaison de 5,7° par rapport à l'écliptique.